# 鞘

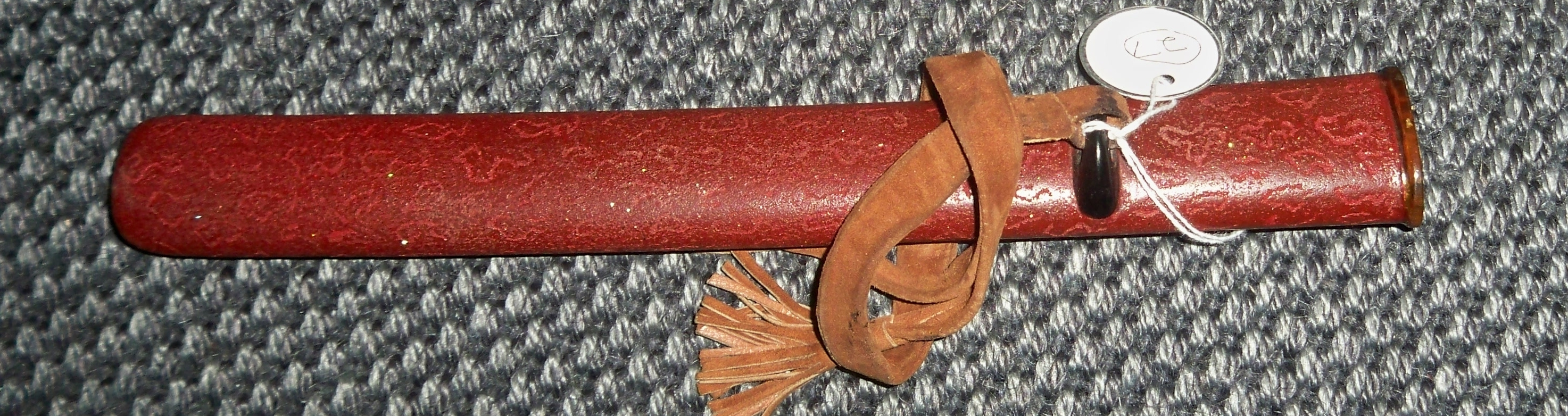

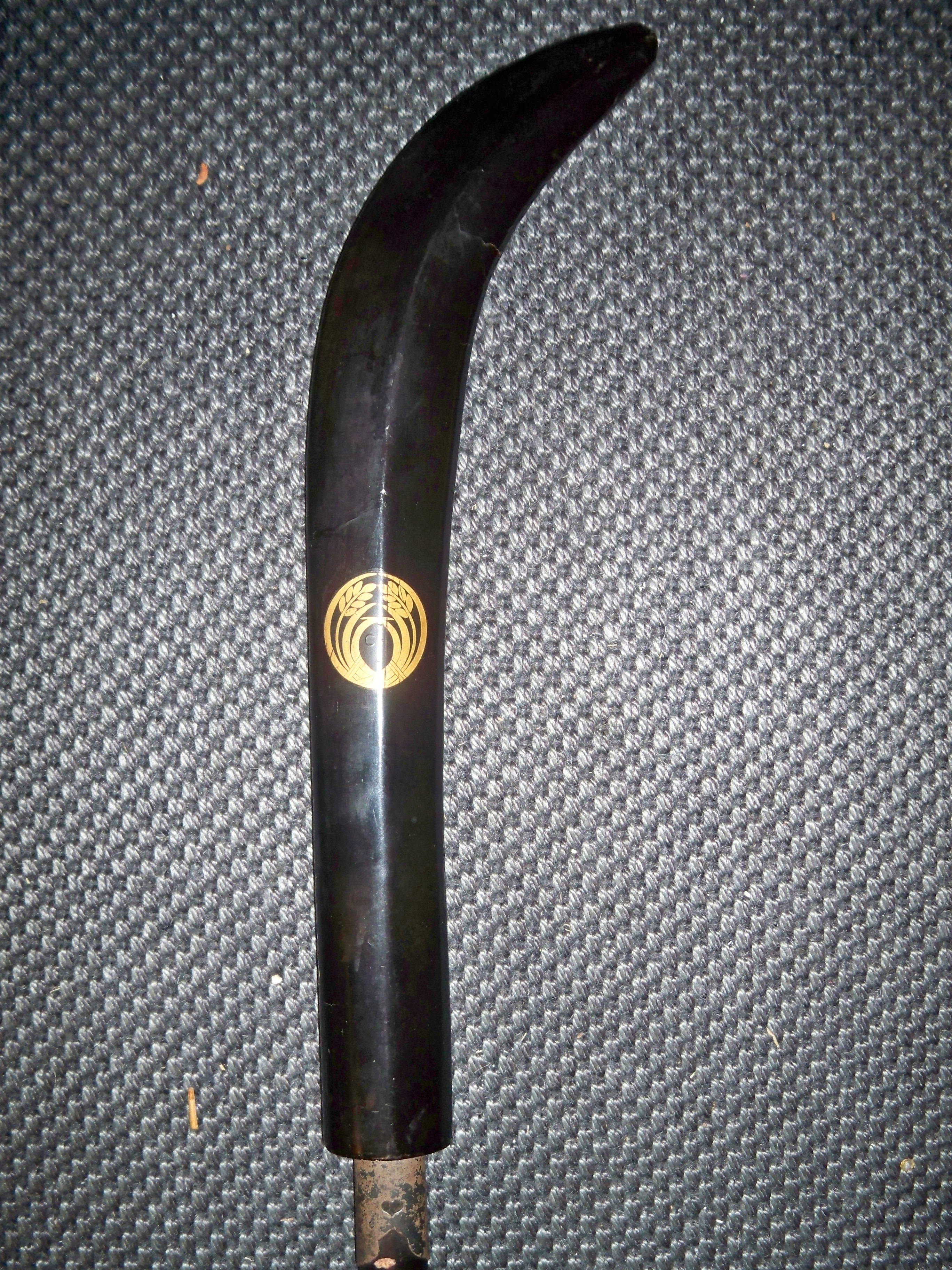

鞘（さや）とは、刃物の身（ブレード）の部分を包む覆いのことをいう。刃先を鋭利に保つために保護するとともに、刃が周りを傷つけないように隔離し、保管や携行中の安全を確保する機能を持つ。材質は、伝統的には革、木、獣の角、布、金属などであるが、現代では合成樹脂が使われることもある。これらは単一で用いられるより、組み合わせて用いられることが多い。
転じて、筆や鉛筆などの先端を保護するキャップも鞘という。

## 刀剣類の鞘の先端部分
刀や剣、槍、薙刀等の刀剣類では柄、鍔などと共に刀装（刀剣類の外装部分）を構成する。木製の鞘（布や革で覆われることが多い）や革製の鞘は、一部に金属が使われることも多く、特に刃物の差し入れ口や鞘の先（鐺：こじり）の部分は、傷みやすいため金属で補強され、帯剣（帯刀）のための吊り金具や装飾用の金具が着けられることもあった。なお、19世紀のヨーロッパでは、全て金属でできた鞘がポピュラーになった。これは、刃先の切れ味を悪くしてしまうという欠点は持っていたものの、革や木製の鞘に取って代わり、19世紀が終わるまでの主流を占めた。

### 佩用の形態
刀や剣を貴族や騎士、武士などが身分の証として平時に身に帯びたり、戦に赴く場合に身に着けることを佩用（はいよう）という。これらは行動の妨げにならず、必要時には迅速に使用できなければならないため、抜きやすさから、洋の東西を問わず左の腰部に吊り下げられる形式が多かった。また、西洋においては腰に帯剣用のベルトを巻くほかに、肩からたすき掛けにしたベルトに、鞘を取り付ける形式もあった。短刀や短剣といった短寸のものは腹部や右腰部、後腰部あるいは胸部や脚部など、長さや使用目的によって各自が装備形態を工夫したようだ。また、逆に長寸のものは背中に背負ったり、それも無理なほど長大なものは従者が持って付き従うこともあった。また、戦国時代から江戸時代の打刀期の日本刀は帯に直接鞘を挿し通しており、これを帯刀という。

### 豪華な鞘
剣や刀は武器であると共に身分や権力の象徴でもあった。王族や豪族、上級貴族といった者たちは、愛刀（愛剣）の外装に、身分に相応しい豪華さを求めた。珍しい素材（国内には産しない動物の皮や木など）を使い、優秀な工人が貴金属に玉や宝石をちりばめて作り上げた外装は、実用を離れ美術品の範疇に入るものであった。

### 伝説の鞘
アーサー王がマーリンからもらった2本目のエクスカリバーの鞘には不思議な力があったと伝えられる。その鞘は所有者の身を護り、血を流させない魔力を持っていたという。

## 日本刀の鞘

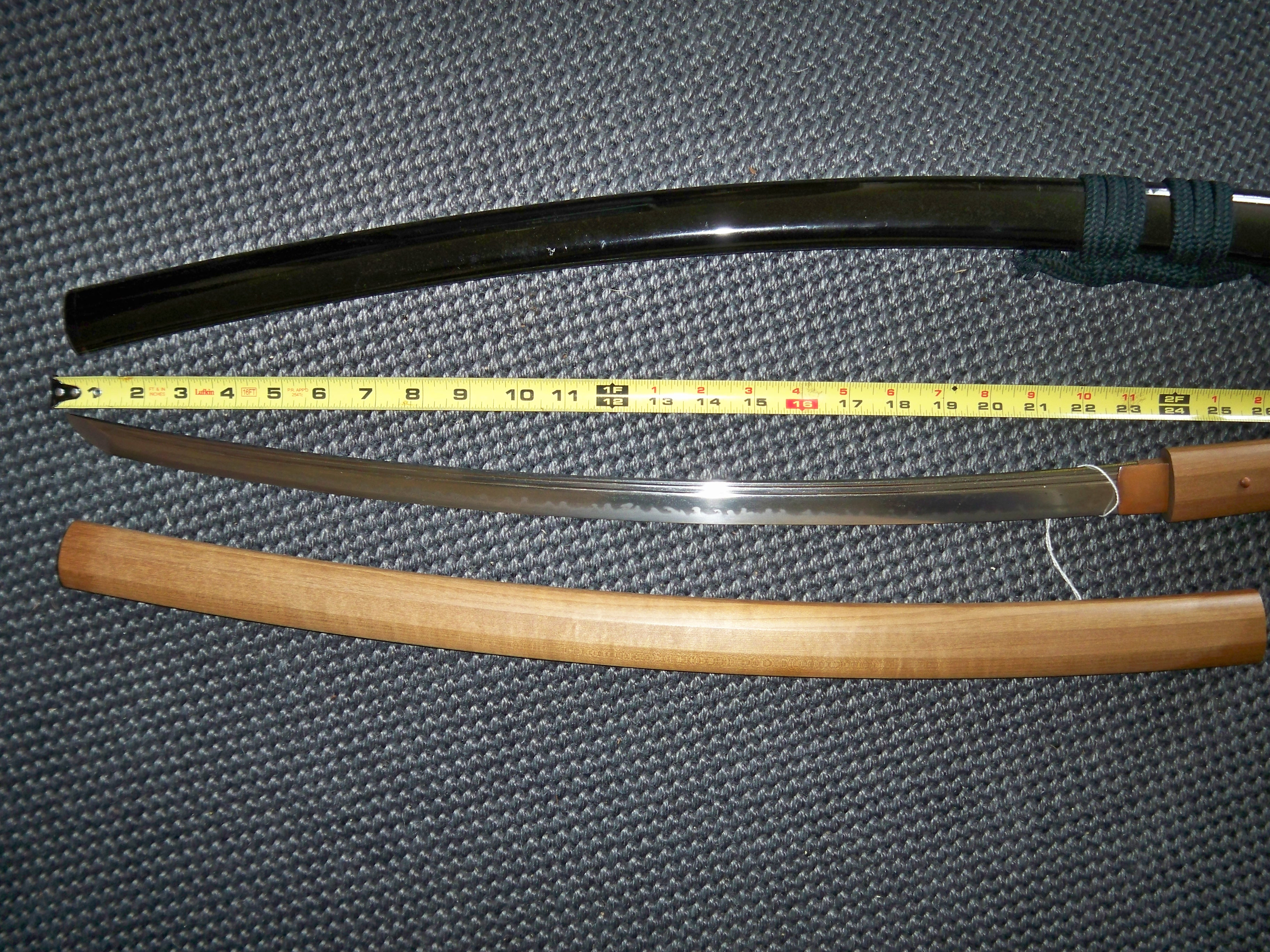
日本刀の鞘。上が黒く漆を塗った鞘、下が白鞘。

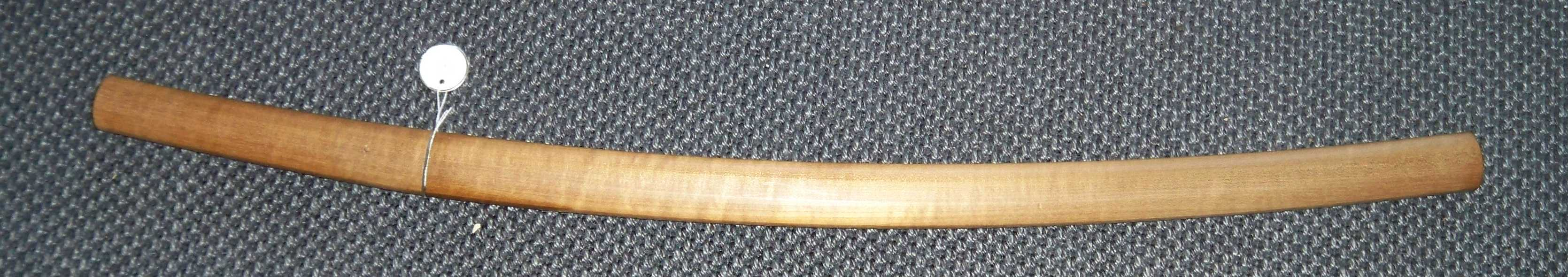
白鞘に収められた刀

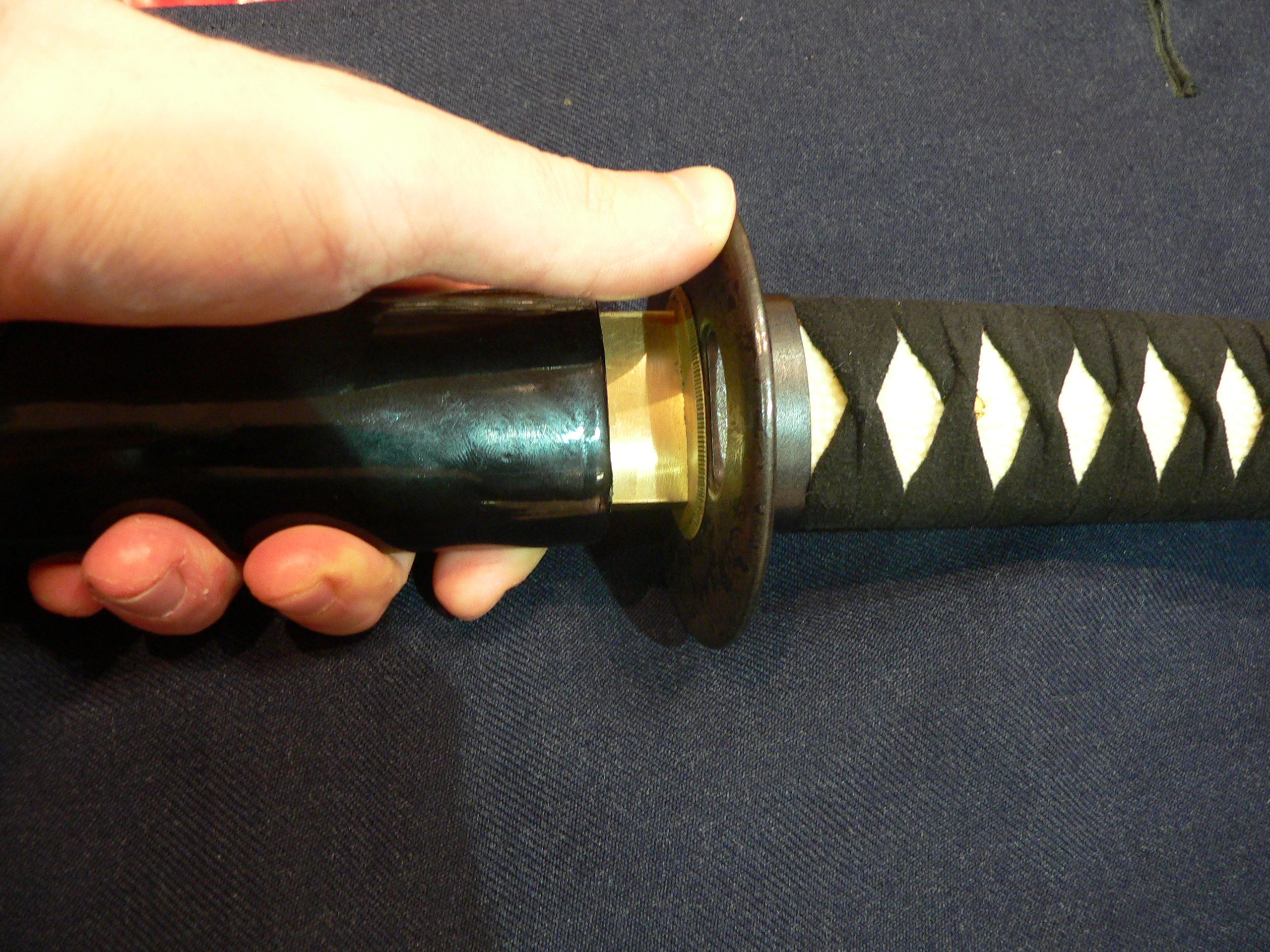
鞘口付近を握り鯉口を切った刀

日本刀においては、鞘材として朴の木が使用されるのが一般的だった。それは硬さが中庸で刃物を傷めず、強度も適度にあり、材が均質で漆塗り等の表面仕上げにも適するなど、優秀な鞘材としての特質を持っていたためと思われる。外観は時代の流れと共に変化していったが、全体を金属で包んだ重く厚いものから、金属の使用を抑えた軽く薄いものへと移っていったのが、大きな流れといえる。
金属の使用を抑えた分は、鮫皮で補った。鮫皮を巻いてその上に黒・藍・朱などの色漆をかけ、それをさらに砥石で研ぎ出して装飾文様を浮き出させる「鮫鞘」である。堅固で美しく、しかも異様な雰囲気を醸し出したのですぐに広まり、室町時代の中頃には普及した。鮫鞘には雨天下で湿ると締まりすぎて刀が容易に抜けなくなることがあるという欠点があったが、その装飾上における特長はこれを看過するに足るものだったのである。京都国立博物館収蔵の「牡丹造梅花皮鮫鞘腰刀拵」（重要文化財）は南北朝時代のものだが、江戸時代中頃になっても「江戸の粋」を凝縮した歌舞伎の傑作『助六』で助六の腰にあるのは「一つ印籠と鮫鞘」となっており、その存在は日本刀の芸術性とは不可分のものだった。

### 拵と白鞘
刀身を柄と鞘に納め、鐔や吊り金具（足金物）、補強用の諸金具を取り付け、木地には漆を塗るなどして、個々の刀剣外装として仕上げられた一連のものを拵（こしらえ）という。拵には時代や地方によって共通した特徴を持つ一群があり、それらを分類して～拵と呼ぶ。代表的なものでは、肥後熊本藩で江戸時代を通じて作られた肥後拵（ひごごしらえ）があり、派手さは無いものの、茶道に至るわび・さびの概念を取入れた、渋く味のある拵である。また、天正年間を中心として作られた、特徴的な打刀拵の一群は天正拵（てんしょうごしらえ）と呼ばれる等、これらの他にも特徴的な拵は複数存在する。
一方、朴の木の柄と鞘のみで白木のまま仕上げられ、柄には目釘（1）を入れただけの外装を白鞘（しらさや）という。白鞘は刀剣類を保存することに特化した鞘で、白木のままのため、鞘内の湿度が調整され、刀身が錆びにくいといわれる。それでも手入れの不備などで錆びたときには、鞘を合わせ目から割って、中の掃除をすることがある。そのため、白鞘は飯粒を練って作った糊で貼り合わせてあるだけで、比較的簡単に割れるようになっている。任侠映画などでは、白鞘のままの刀で格闘する場面が見られるが、当然激しい使用に耐えられるものではない。白鞘の歴史はそれほど古くはなく、江戸時代も後期になって作られ始めたという。大名等、蔵刀が多い上級の武家では、武士の表道具といわれる刀を大切に保存するために、白鞘を用い始めたのであろう。しかし、一般的に普及したのは明治の廃刀令以降と思われ、それまで武士が身に着けていた刀が、一部分の軍用の他には無用の長物となり、保管の対象になってしまった。
元来、刀身と外装は一体のもので、分けて考えられることは無かった。「黒漆の太刀」といった場合、刀身を含めた全体のことをいっているのであって、「黒漆を塗った太刀拵」の意味ではない。太刀や刀という区別も、外装が持つ属性に起因するもので、刀身自体に互換性が無いほどの差異がある訳では無かった（もちろん、それぞれに適した刀身の姿があり、制作時にはそれに則って作られている）。それが、刀身は白鞘に入れ、外装にはつなぎ（2）を入れて別に保管するようになったため、分けて呼ぶ必要が生じ「拵」と呼ばれるようになった。
1. 目釘（めくぎ）:柄から刀身の茎が抜けないようにするため、双方を貫通して差し込まれた、長さ2-3センチほどの釘状の部品。白鞘では竹や水牛の角、拵ではその他に金属で作られることもある。
2. つなぎ:繋ぎの意。本来刀身が入っていることによって連結されている柄と鞘に、刀身の代わりに入れられる木製の刀形。竹光といわれることもあるが、現在では殆ど朴の木で作られるため、単につなぎと呼ばれる。

### 古代の鞘

#### 弥生時代
刀剣類が本格的に日本列島に普及し始めたのは弥生時代である。この時代の鞘の例として、佐賀県鳥栖市の柚比本村遺跡の甕棺墓から出土したものがあり、赤い漆が塗られ碧玉で飾られた木製の鞘が、細形銅剣に伴って出土した。同時代後半の鉄製刀剣の普及後も、例えば京都府与謝郡与謝野町（旧岩滝町）の大風呂南１号墓出土鉄剣などで、剣身に鞘と見られる木質が残る例があることから、既に刀剣外装の文化があったことが判明している。

#### 古墳時代
次の古墳時代になると出土品が多くなる。古墳時代前期・中期には、木製の鞘や、木製の部材に鹿角製の部材（鹿角製刀剣装具）がつく鞘が作られる。古墳時代後期（6世紀）に入ると環頭大刀（かんとうのたち）や頭椎大刀（かぶつちのたち）など、柄頭に特徴的な装飾がある外装が目立つようになる（装飾付大刀）。柄や鞘には金銅製の筒金や、模様を打ち出した金銅または銀の薄板、金線や銀線などが多用され、出土品でありながら今なおその輝きを残していて、制作当時のきらびやかな様を想像させる。なおこの時代の刀剣身は、基本的に直刀か直剣であるため（蛇行剣を除く）、鞘身も反りのあるものはない。
この期の大刀の柄の長さは片手用で、頭椎大刀のように球形に張り出した柄頭は、バットのグリップエンドのように実用的な意味もあったと思われるが、これらの豪華な外装に包まれた大刀は儀仗刀と考えられており、武器として実際に使用されたかどうかは判らない。

#### 奈良時代
奈良時代の刀剣外装を語るうえで、正倉院収蔵の刀剣類は貴重な存在である。数少ないこの期の刀剣の史料であるとともに、伝世品であるため極めて状態が良い。代表的なものに金銀鈿荘唐大刀（きんぎんでんそうのからたち）があり、白鮫（白いままの鮫皮）を巻いた柄、唐鐔、精緻な透かし彫を施した長金物（鞘に嵌める筒状の金具）、山形金物が付く足金物（吊り金具）などの特徴は、後の時代の飾太刀（飾剣：かざりだち）と共通のもので、その祖形であると思われる。

#### 平安時代
前時代までの刀剣が、大陸や朝鮮半島からの伝来品か、それらを模して国内で作られたものが多かったのに比べ、平安時代に入ると国風文化の進展に伴い、伝来品を下敷きとしつつも我国独自の様式が形作られていった。平安時代も前半はまだ直刀の時代で、この時期に最高位の刀剣外装である飾太刀（飾剣）様式が完成し、束帯姿で儀式に参列する時などに佩用されたが、上級の公卿にしか使用は許されないものであった。全体的に前時代の唐大刀に似るが、柄や鞘が細長く優美になり、内部には刀身ではなく細い鉄棒状のものが入っているだけで、純然たる儀仗用の外装である。代表的なものに東京国立博物館所蔵の国宝、梨地螺鈿金装飾剣（なしじらでんきんそうのかざりたち）などがあり、また、贅を尽くした飾剣は高価であったため、部分的に省略した細太刀（ほそだち）様式も作られ、飾太刀の代として身分や経済力に応じて佩用された。これらは宮中の儀式に必要なもので、彎刀（わんとう:反りのある刀、狭義の日本刀）時代に入ると、反りが付くようになるなど、若干の変化を加えながら、江戸時代末期から明治、大正、昭和初期に至るまで、少数ではあるが作られ続けた。
これまで述べてきた刀剣外装は概ね儀仗用のもので、戦陣に赴くときに佩用されることは無かったと思われる。それでは実用的な外装はどうであったかというと、消費されるのが運命だったそれらの外装は、ほとんど残されていないのが実状である。希少な例として、正倉院に奈良時代から伝わる蕨手刀（正倉院では黒作横刀と呼称）や黒作大刀（くろつくりのたち）などがあり、京都の鞍馬寺には坂上田村麻呂の佩用と伝えられる平安時代の黒漆剣（くろうるしのつるぎ）がある。これらは鞘の木地に薄革を着せ黒漆をかけるという手法や、簡素で実用的な金具類の使用、装飾がほとんど無いなどの特徴から、実用的な外装であったと思われる。しかしこれらとて細部まで神経の行き届いた作りの良さから、一般の兵卒用よりは、かなり上等なものであろう。
- 日本刀の歴史の項も参照

### 太刀の鞘
平安時代中期頃といわれる彎刀の誕生により太刀（たち:直刀の大刀とは区別）が出現する。刀身に合わせて反りがつくようになった鞘は、上代の大刀同様鞘口付近と中ほどの二箇所に足金物が付き、それぞれに帯取（おびとり）が取り付けられる。それらに紐（太刀の緒という）を通して結び付け、太刀の緒を腰に巻付けることにより、ほぼ水平に太刀が保持される。「太刀の緒」には組紐や革紐が用いられ、長さは通常3メートル以上にもなったため、鎧を着用した上からでも二重に回せる余裕があった。二ノ足（足金物の内中央寄りの方）と鞘尻の石突金物との間には責金が一つ入るのが基本的な形式で、これは古墳時代晩期の蕨手刀等に既に見られる形式であり、下っては江戸時代の半太刀（はんだち:太刀風の金具を用いた打刀拵）や昭和初期の太刀風の軍刀にまで踏襲された。

### 打刀の鞘
鞘の塗りには、
- 滑り止めの効果を狙った「石目塗り」「叩き塗り」
- 凹凸の無い「呂塗り」（ツヤ塗り）
- 高い装飾性をもつ象嵌の「金粉散らし」「青貝散らし」「金蒔絵」「鮫皮研ぎ出し鞘」
- 滑り止め効果と装飾性をあわせもつ「～分刻み」（印籠刻み）

などがあり、「革」や「鱗」を使った特殊なものもある。
（少なくとも近代以降の）日本刀の製作は分業が徹底されているが、鞘に関してもそれ自体を作る職人と塗りの職人は別の者が担当することが多い。
太刀の佩用方法は腰から吊るす。打刀は帯に挿す。

### 軍刀の鞘
軍刀には、鉄・アルミニウム製の鞘、柄が存在する。
陸軍においては、最初の明治十九年制刀は、メッキ加工され銀色に輝いていた鞘だったが、敵に見つかり易いために、九四式軍刀および九五式軍刀からはメッキに代わり艶消しの塗装を施されるようになった。将校用の九四式と九八式・三式は塗装した鉄鞘のものが制式だが、戦地用には重過ぎ、また太平洋戦争後期には資源節約の要求が高まったため、革をかぶせた木製の鞘も多用されるようになっていった。上記の鉄鞘では刀身の保護とすき間調整を兼ねて、鞘の内面に木製の入れ子を設ける場合があった。海軍においては、儀仗的な意味合いが強く、昭和12年制定の太刀型軍刀は、黒漆塗りもしくは研出し鮫皮巻の鞘が用いられた。海軍刀においても、海軍陸戦隊で使われたものには陸軍同様鞘に革をかぶせたものも存在する。鞘へ納めた軍刀身の固定方法としては、陸軍では金属製の留め具（ばねと組み合わせたレバーや押しボタンなど）、海軍では古来のはばき留めがそれぞれ主流であり、その他には鞘袋と鍔とを小バンドで結ぶ方式なども用いられた。

## ナイフの鞘

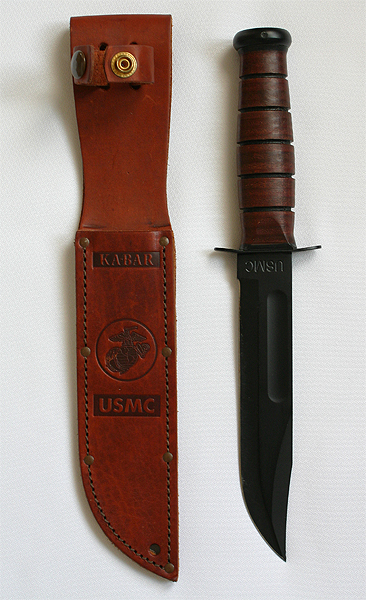
ケイバー・ナイフ

ナイフの場合は「鞘」より「シース」と英名で呼ばれるのが一般的である。近代的なナイフのシースの材料には革、合成樹脂、ナイロンなど多くの素材が使われている。
余談ではあるが、折り畳み機構を持たない鞘に収納するタイプのナイフをシースナイフという。最近ではフィクスドブレードと呼ばれる場合も多い。

### 革
特に代表的な素材で、第二次世界大戦よりも前から現在にかけて多くのナイフで採用されている。革のシースは木や金属などよりも遥かに作りやすく丈夫であるという利点がある反面、水分や湿気に弱く、メンテナンスを怠るとカビが発生したりするという弱点がある。現在では下記の様な作りやすく多機能な素材が登場しているが、革製のシースは年を経ることによって味わいが出るなど、新素材では実現できない非常に大きな魅力があるため、今後も使われ続けていくと考えられる。

### 金属
数は少ないものの、鋼板やアルミなど金属製のシースも存在する。これらは水や湿気には強いものの、重量の増加は避けられず、傷が目立ったり大きな音が出たりとデメリットもある。AK系アサルトライフルの銃剣の鞘では、本体は金属製で、その全体または一部が合成樹脂やゴムで保護されている。

### 木
和式ナイフや鉈などの鞘に使われる場合がある。加工は楽だが、水や湿気には弱い。また合成樹脂シースと同様ストラップなどで固定しないと抜け落ちる危険がある。

### 合成樹脂

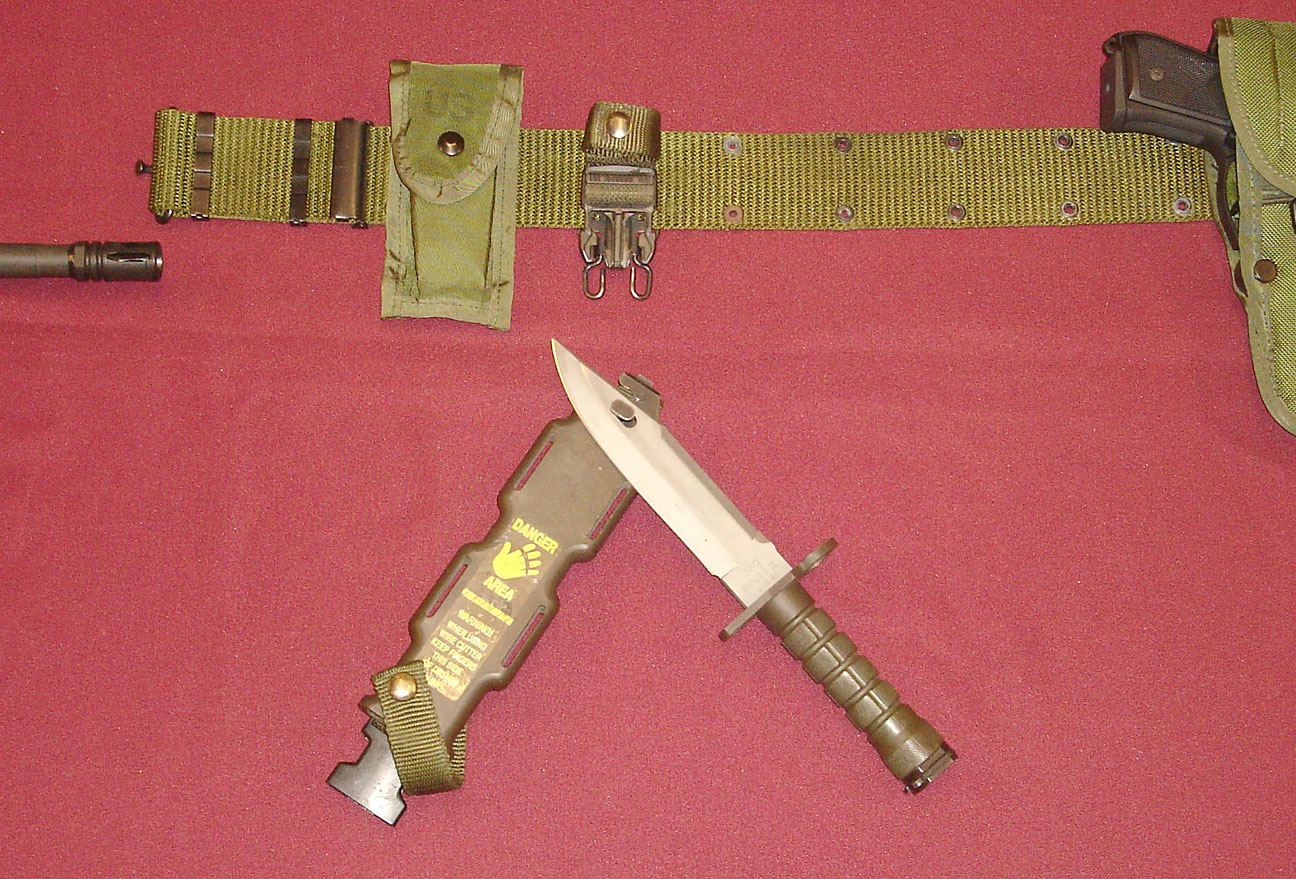
M9銃剣と組み合わせたシース。このシースの前面にはピストルマガジン用ポーチを装着できる。

一部のナイフで使用されている。水や湿気に強いが重量がある。また、これらのシースは革のように柔軟性がなくナイフが抜け落ちやすいため、スナップ付きのストラップでハンドルやヒルトを固定、内部に金属製の板バネを仕込んで直接ブレードを押さえつけて保持力を高めるといった工夫が必要である。
このタイプのシースには、硬く形崩れしないこともあってか、ナイフのブレードにあけられた穴とシース自体の金具を組み合わせてワイヤーカッターとして使うなど、多機能性を兼ね備えたシースが少なくない。その例としてはM9銃剣やアイクホーンのKCB77系ナイフなど、冷戦期の西側軍用ナイフに使用例が多い。

### カイデックス
近年増えているのがこの熱可塑性合成樹脂である。カイデックスは合成樹脂であるため水分に強く、革と違って草木の汁などで汚れても水で丸洗いできることから、海や川など水辺のフィールドを含む野外で使用するナイフのシースとしては非常に優れている。そして、熱可塑性の名の通り、熱で変形させてシースを作ることができるため、革の縫製技術を持たない人でも手軽にナイフにフィットしたシースを作成できるという利点がある。これらの利点から、カイデックス製のシースはファクトリーナイフのシースだけでなく、ナイフメイキングの際に自作するシースとしても広く使用されている。この他カイデックスは拳銃のホルスターにも使われている。

### ナイロン
カイデックスと共に増えているのがこのナイロン製シースである。80年代以降、コーデュラナイロンに代表される強化ナイロンが実用化されたことにより登場した。コーデュラナイロンは摩耗やひっかき、紫外線に強く、繊維故に様々なカラーバリエーションがあり、迷彩にも対応できる。その上化学繊維のため革より格段に水分に強いなど利点は多いため、タクティカルベスト、バックパックなどに利用されてきた。また、このタイプのシースには小物やピストルマガジンを入れるポーチが縫い付けられている場合がある。
ナイロンシースは便利な反面、強靭なナイロンを個人で縫製することは困難である。加えて、いくら強化ナイロンとはいえ先端の尖ったナイフの刃先を直接当てれば貫通してしまう。そのため大抵の製品にはカイデックス等で作られたインナースリーブが挿入されており、貫通を防いでいる。ナイロンシースを購入する場合、鞘ごと収納する目的でなければ、インナースリーブの有無を確認するのが賢明である。
米軍の装備システムが従来のALICE装備からMOLLEシステムに移行するに従って、PALSウェビングを備えたタクティカルベストやボディーアーマーに装着可能なアクセサリーポーチ類が続々登場した。ナイフシースも例外ではなく、近年のタクティカルナイフと呼ばれるものには、このMOLLE/PALSに対応したシースが付属している場合が少なくない。
ナイロンシースと検索した場合、「MOLLEシステムフォールディングナイフ用ナイロンシース」といった様なものが多くヒットするが、これは厳密にはシースというよりは小型のポーチである。

## 木刀の鞘
日本武術の居合術において、初心者または一部の流派では江戸時代から鞘木刀を稽古に使用している。鞘は木または紙で作られるが武道店では合成樹脂製のものも見られる。漆については伝来木刀の写しの場合は塗る。

## 錆の原因となる悪い鞘
「鞘当り」といって刀身が鞘の部分に接触していると錆びの原因となる。また、古い鞘の場合、内部に錆や汚れが残っていて、再び錆が生じることもあり、悪い鞘は刀身を保護するどころか劣化の原因となるため、前者は鞘師に直してもらい、後者は新調しなければならない。したがって、鞘に納めた状態での打撃は、刀剣の保護の観点からは好ましくなく、鞘の状態確認や手入れも必要となる。

## 備考
- 鞘作りの専門職は、「拵（こしら）え下地」と呼ばれ[5]、戦の激しかった時代に漆を用いた鞘塗り（別称・変わり塗り）も専業化し、「鞘師」、「鞘塗師」になったとみられる。鞘塗師によれば、材料となるホオは、木曾・会津地方の寒冷で陽当たり良く、風当たりの強くない、内陸育ちのホオがよいとされ[6]、産地にこだわりが見られる。
- 鞘は結果的には防具としての面（防御性）も含む。特に近世の武士は左腰に二刀を帯刀することで、左胴（剣道でいう逆胴打ち）に対する斬りつけを防ぐ効果（斬撃の緩和）があり、平服時の剣術において、相手の右胴を狙う方が確実とされた。
- 鞘を簡素的な防具として利用した記述があり、「野中の幕」とは諸流においても語られているもので[7]、羽織その他の防ぎ用になるものを、鞘や棒先に吊るし、これを左手にとって盾とし、弓矢など飛び道具を防ぐ対処法のことを指した。このように武術では鞘は組み合わせ次第で、対飛道具用盾としての利用法が説かれている[注釈 1]。
- 「武士の二刀」といわれるが、長刀の鞘内には小柄が仕組まれており、刃物は3つ備えられている。この他、一つの鞘に二つの刃物を入れる武器として、中国の双剣（双刀）がある。
- 天神真楊流柔術の場合、相手の抜刀を防ぎながら相手の鞘を利用して肘関節を極める技がある。逆に居合道では背後から鞘を掴まれた際の対処法・型が存在し[注釈 2]、武術では鞘を利用する・されることが想定される。
- 敵が潜伏している建物の戸を開ける際、鞘を利用することで、襲撃をまぬがれることも可能であり、また、月明かりのない暗闇では白杖の代用（崖などの段差確認）となり[8]、縄や紐を結んで投げれば、簡素的な鉤縄の代用（ただし対象に絡める必要がある）になるなど、その用途は広い。
- 宮本武蔵と佐々木小次郎の巌流島の決闘で、小次郎が鞘を水中に投げたのを観て、武蔵が動揺を誘うセリフ（勝つ気があるのなら鞘は捨てまい）を吐いた逸話がある。解釈次第では、小次郎が物干し竿と呼ばれる長刀の鞘が決闘の邪魔になるために捨てたとも、武蔵が塩水に投げ捨てる非常識さを指摘したとも捉えられる。
- 「反りが合わない」という人間関係を表した日本語は鞘があって成立した言葉[9]。軍刀のうち工業的に量産された規格刀についても、刀身と鞘は個別に調整されているため、異なる鞘の混用は困難である。この他、鞘に由来する言葉として、「鞘走り」＝行き過ぎること、出過ぎた真似をすること（刀身が独りでに鞘から抜け出ることより）、「元の鞘に収まる」＝絶交、または離縁した者が、再び元の関係に戻ること（刀が鞘に収まる様子より）、などがある。